# کایلی کریسمس
 «کایلی کریسمس» (به انگلیسی: Kylie Christmas) آلبومی از هنرمند اهل استرالیا کایلی مینوگ است که در ۱۳ نوامبر ۲۰۱۵ منتشر شد.